# Triedro de Frenet

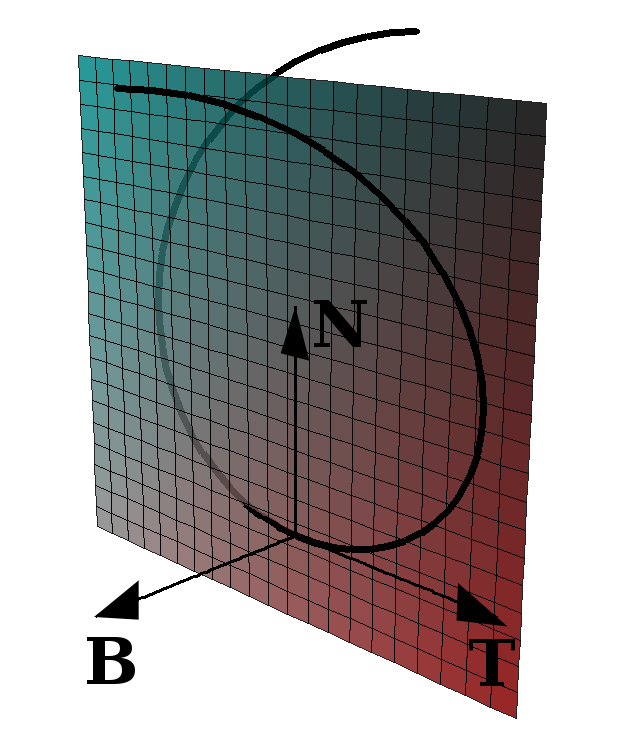
Os vetores T, N e B; e plano osculador definido por T e N.

O triedro de Frenet foi criado por Jean Frédéric Frenet (Périgueux, 7 de fevereiro de 1816 — Périgueux, 12 de junho de 1900) professor, astrônomo, matemático e meteorologista francês.
É um conjunto abstrato de três vetores (T, N e B) que diz respeito a propriedades cinemáticas de uma partícula que se move em uma trajetória curvilínea, usado em cálculo vetorial. No triedro, o vetor T representa a tangente à curva, o vetor N é a derivada de T, e o vetor B é o produto vetorial de T e N.
Em resumo, as formulas do triedro de Frenet-Serret são:
{\displaystyle {d{\vec {\mathrm {T} }} \over ds}=\kappa {\vec {\mathrm {N} }},{d{\vec {\mathrm {N} }} \over ds}=-\kappa {\vec {\mathrm {T} }}+\tau {\vec {\mathrm {B} }},{d{\vec {\mathrm {B} }} \over ds}=-\tau {\vec {\mathrm {N} }},}
Onde d/ds é o derivativo com respeito ao comprimento de arco, κ é a curvatura e τ é a torção da curva. Os esclares κ e τ definem efetivamente a curvatura e a torção em uma curva no espaço. Intuitivamente, curvatura mede a falha de uma curva em ser uma linha reta, enquanto a torção mede a falha de uma curva em ser planar.

## Aplicações

Exemplo de uma base de Frenet em movimento (em azul, em verde e em roxo) ao longo da curva de Viviani.

Em cálculo vetorial, as fórmulas de Frenet–Serret descrevem as propriedades cinemáticas de uma partícula que se move ao longo de uma curva contínua e diferenciável, num espaço euclidiano tridimensional R3, ou as propriedades geométricas da própria curva independentemente do movimento. Mais especificamente, as fórmulas descrevem as derivadas dos vetores unitários tangente, normal, e binormal uns em relação aos outros. Diferentemente dos vetores unitários  {\displaystyle {\vec {i}},{\vec {j}}} e {\displaystyle {\vec {k}}} , os vetores {\displaystyle {\vec {T}},{\vec {N}}} e {\displaystyle {\vec {B}}} acompanham toda a trajetória através da curva.
As fórmulas de Jean Frédéric Frenet foram apresentadas na sua tese de 1847, e por Joseph Alfred Serret em 1851. A notação dos vetores e de álgebra linear usada hoje para estas fórmulas não estava ainda em uso aquando da sua exposição por estes matemáticos.
Os vetores unitários tangente, normal, e binormal, designados por  {\displaystyle {\vec {T}},{\vec {N}}} e {\displaystyle {\vec {B}}}, ou triedro de Frenet–Serret, são definidos por:
- {\displaystyle {\vec {T}}} é o vetor unitário e tangente à curva, e aponta na direção do movimento.
- {\displaystyle {\vec {N}}} é a derivada de {\displaystyle {\vec {T}}} em relação ao arco-comprimento, dividida pela curvatura.
- {\displaystyle {\vec {B}}} é o produto vetorial de {\displaystyle {\vec {T}}} e {\displaystyle {\vec {N}}}.

## Definições

Os vetores e em dois pontos em uma curva plana, uma versão traduzida do segundo quadro (pontilhado) e a mudança em : δ'. δs é a distância entre os pontos. No limite, estará na direção e a curvatura descreve a velocidade de rotação do segmento.

Seja C uma curva representada por {\displaystyle {\vec {r}}(t)=x(t){\vec {i}}+y(t){\vec {j}}+z(t){\vec {k}}} no espaço euclidiano, representando o vetor posição da partícula em função do tempo. As fórmulas de Frenet-Serret aplicam-se a curvas não degeneradas, o que significa que elas têm curvatura diferente de zero. Mais formalmente, nesta situação, o vetor de velocidade {\displaystyle {\vec {r}}}'(t) e o vetor de aceleração {\displaystyle {\vec {r}}}''(t) são necessariamente não-proporcionais.
Com s(t) representando o comprimento de arco que a partícula moveu ao longo da curva no tempo t. A quantidade s é usada para dar a curva traçada pela trajetória da partícula uma parametrização natural pelo comprimento do arco, uma vez que muitos caminhos diferentes de partículas podem traçar a mesma curva geométrica percorrendo-a em diferentes taxas. Em detalhe, s é dado por
{\displaystyle s(t)=\int _{0}^{t}\lVert r'(\sigma )\rVert d\sigma }
Além disso, como assumimos que {\displaystyle {\vec {r}}}′ {\textstyle \neq } 0, segue que s(t) é uma função estritamente monotonicamente crescente. Portanto, é possível resolver t como uma função de s e, assim, escrever {\displaystyle {\vec {r}}}(s) = {\displaystyle {\vec {r}}}(t(s)). A curva é assim parametrizada de uma maneira preferida: pelo seu comprimento de arco.
Com uma curva não-degenerada r(s), parametrizada pelo seu comprimento de arco, é possível, então, definir o Triedro de Frenet–Serret (ou triedro TNB):

### Vetor Tangente
O vetor tangente unitário {\displaystyle {\vec {T}}(t)} é definido como o vetor com a mesma direção do vetor tangente {\displaystyle {\vec {r}}\,'(t)} e módulo 1.
{\displaystyle {\vec {T}}(t)={\frac {dr \over ds}{\lVert {dr \over ds}\rVert }}={\frac {{\vec {r}}(t)\,'}{|{\vec {r}}(t)\,'|}}}

### Vetor Normal

Os vetores T (azul), N (vermelho) e B (preto) movendo-se ao longo de um helicóide.

Este vetor será definido a partir da condição de ortogonalidade entre {\displaystyle {\vec {T}}} e {\displaystyle {\vec {N}}}, ou seja, {\displaystyle {\vec {T}}(t)\cdot {\vec {N}}(t)=0.} Assim, para que se comprove a definição proposta, se estabelece o seguinte teorema que embasa a demonstração.

#### Teorema
Se o vetor {\displaystyle {\vec {T}}(t)} é um vetor de módulo constante e igual a 1, então {\displaystyle {\vec {T}}(t)\cdot {\vec {T}}(t)\,'=0} e, portanto, {\displaystyle {\vec {T}}(t)\,'} é ortogonal a {\displaystyle {\vec {T}}(t)}.

#### Demonstração
Considerando {\displaystyle \mid {\overrightarrow {T}}(t)\mid } como constante, conforme o proposto, tem-se como o resultado do produto escalar entre as funções vetoriais {\displaystyle {\overrightarrow {T}}(t)\cdot {\overrightarrow {T}}(t)} uma constante. Desta forma, fazendo-se o uso do método de derivação de um produto escalar, a Regra da cadeia, obtem-se a equação:
{\displaystyle {\begin{aligned}{\overrightarrow {T'}}(t)\cdot {\overrightarrow {T}}(t)+{\overrightarrow {T}}\cdot {\overrightarrow {T'}}(t)=0\\2{\overrightarrow {T}}(t)\cdot {\overrightarrow {T'}}(t)=0\end{aligned}}}
Por conseguinte, é notável a veracidade da ortogonalidade dos vetores {\displaystyle {\overrightarrow {T'}}(t)} e {\displaystyle {\overrightarrow {T}}(t)}. Então, o vetor normal fica definido como:
{\displaystyle {\vec {N}}(t)={\frac {d{\vec {T}} \over ds}{\lVert {d{\vec {T}} \over ds}\rVert }}={\frac {{\vec {T}}(t)\,'}{|{\vec {T}}(t)\,'|}}}
O vetor normal unitário possui a mesma direção de {\displaystyle {\vec {T}}(t)\,'} e aponta para o interior da curva, ou seja, para o lado côncavo de C, sendo ortogonal não só ao tangente mas também ao vetor binormal apresentado a seguir.

### Vetor Binormal
O vetor binormal é um vetor unitário perpendicular a {\displaystyle {\vec {T}}(t)} e {\displaystyle {\vec {N}}(t)}, logo
{\displaystyle {\vec {B}}(t)={\vec {T}}(t)\times {\vec {N}}(t)}
O vetor binormal pode ser expresso, de maneira alternativa, pela seguinte equação
{\displaystyle {\vec {B}}={\frac {{\vec {r}}'(t)\times {\vec {r}}''(t)}{\lVert {\vec {r}}'(t)\times {\vec {r}}''(t)\rVert }}}
Além disso, forma, juntamente com {\displaystyle {\vec {T}}} e {\displaystyle {\vec {N}}}, um sistema dextrogiro.

## Fórmulas de Frenet-Serret
{\displaystyle {d{\vec {T}} \over ds}=\quad \qquad \quad \kappa {\vec {N}}}
{\displaystyle {d{\vec {N}} \over ds}=\ -\kappa {\vec {T}}\quad \qquad +\tau {\vec {B}}}
{\displaystyle {d{\vec {B}} \over ds}=\ \qquad \quad -\tau {\vec {N}}}
onde {\textstyle \kappa } é a curvatura e {\textstyle \tau } é a torção.
As fórmulas Frenet–Serret são também conhecidas como teoremas de Frenet–Serret, e podem ser apresentadas de forma mais concisa usando a notação matricial:
{\displaystyle \left[{\begin{matrix}{\vec {T}}'\\{\vec {N}}'\\{\vec {B}}'\end{matrix}}\right]=\left[{\begin{matrix}0&\kappa &0\\-\kappa &0&\tau \\0&-\tau &0\end{matrix}}\right]\left[{\begin{matrix}{\vec {T}}\\{\vec {N}}\\{\vec {B}}\end{matrix}}\right]}
Essa matriz é antissimétrica.

### Prova
Considere a matriz:
{\displaystyle Q=\left[{\begin{matrix}\mathbf {T} \\\mathbf {N} \\\mathbf {B} \end{matrix}}\right]}
As linhas dessa matriz são vetores unitários mutualmente perpendiculares: uma base ortonormal ℝ3. Como resultado, a transposta de Q é igual a inversa de Q: Q é uma matriz ortogonal. É suficiente mostrar que:
{\displaystyle \left({\frac {dQ}{ds}}\right)Q^{T}=\left[{\begin{matrix}0&\kappa &0\\-\kappa &0&\tau \\0&-\tau &0\end{matrix}}\right]}
Note que na primeira linha a equação já se sustenta pela definição da normal {\displaystyle {\vec {N}}} e da curvatura {\displaystyle \kappa }. Então é suficiente mostrar que {\displaystyle \left({\frac {dQ}{ds}}\right)Q^{T}} é uma matriz antissimétrica. Já que {\displaystyle I=QQ^{T}}, tomando a derivada e aplicando a regra do produto resulta em:
{\displaystyle {\begin{aligned}0={\frac {dI}{ds}}=\left({\frac {dQ}{ds}}\right)Q^{T}+Q\left({\frac {dQ}{ds}}\right)^{T}\implies \left({\frac {dQ}{ds}}\right)Q^{T}=-\left(\left({\frac {dQ}{ds}}\right)Q^{T}\right)^{T}\\\end{aligned}}}
que estabelece a antissimetria necessária.

## Curvatura
A curvatura {\displaystyle \kappa } em um ponto de uma curva mede a velocidade em que o vetor tangente {\displaystyle {\vec {T}}(t)\,}varia em relação ao comprimento de arco s. Ou seja, a curvatura é uma função escalar de s, definida como:
{\displaystyle \kappa (s)={\frac {|dT|}{|ds|}}} (1)
Porém o parâmetro s não é muito prático. Transformamos, então, {\displaystyle \kappa }(s) em {\displaystyle \kappa }(t), onde o parâmetro t pode ser um ângulo ou a variável tempo.
Usando a regra da cadeia:
{\displaystyle {\frac {|dT|}{|ds|}}={\frac {\frac {d{\vec {T}}}{dt}}{\frac {ds}{dt}}}=} {\displaystyle {\frac {\vec {T'(t)}}{\frac {ds}{dt}}}} (2)
e
{\displaystyle {\frac {ds}{dt}}={\sqrt {x'^{2}+y'^{2}}}={\sqrt {{\vec {r'}}.{\vec {r'}}}}=|{\vec {r'(t)}}|} (3)
Substituindo (3) em (2) e esta na definição (1), teremos:
{\displaystyle \kappa (t)={\frac {\vec {T'(t)}}{|{\vec {r'(t)}}|}}} ,              {\displaystyle |{\vec {r'(t)}}|\neq 0}

## Raio de curvatura

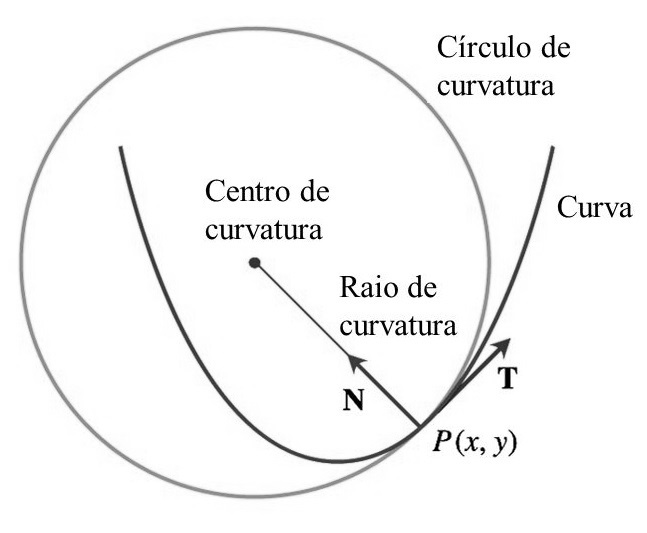
Círculo Osculador.

O raio de curvatura {\displaystyle \rho } está associada com a curvatura {\displaystyle \kappa } e é definido como
{\displaystyle \rho (t)={\frac {1}{\kappa (t)}}}
Podemos então concluir que quanto maior a curvatura {\displaystyle \kappa }(t) em um certo ponto, menor será seu raio de curvatura {\displaystyle \rho (t)}. Em geral, se uma curva no espaço bidimensional tem curvatura {\displaystyle \kappa } no ponto P(x,y), então o círculo de raio {\displaystyle \rho =1/\kappa } que seja tangente a essa curva em P e que tenha centro no lado côncavo da curva em P é chamado de círculo de curvatura ou círculo osculador em P.
O círculo osculador e a curva não só se tocam em P como também têm a mesma curvatura naquele ponto. Dessa maneira, o círculo osculador é o círculo que melhor aproxima a curva na vizinhança de P. Por sua vez, o raio {\displaystyle \rho } de um círculo osculador em P é chamado de raio de curvatura em P e o centro do círculo é chamado de centro de curvatura em P.
O centro do círculo osculador é dado pela equação {\displaystyle {\vec {O}}={\vec {P}}+\rho {\vec {N}}}.

## Aceleração expressa em termos dos vetoresT→{\displaystyle {\vec {T}}}eN→{\displaystyle {\vec {N}}}[3]
Sendo {\displaystyle {\vec {r}}(t)} a curva da trajetória de uma partícula, onde {\displaystyle t} representa o parâmetro tempo, definimos a velocidade da partícula como {\displaystyle {\vec {v}}(t)={d{\vec {r}} \over dt}=v{\vec {T}}}, sendo {\displaystyle v=|{\vec {v}}(t)|}.
Partindo da definição {\displaystyle {\vec {a}}(t)={d{\vec {v}} \over dt}}, obtemos {\displaystyle {d(v{\vec {T}}) \over dt}={dv \over dt}{\vec {T}}+v{d{\vec {T}} \over dt}}. 
O primeiro termo {\displaystyle {dv \over dt}}é definido como a componente tangencial da aceleração {\displaystyle a_{T}}, que pode ser interpretado como a variação do módulo da velocidade da partícula. 
Utilizando as equações {\displaystyle {\vec {N}}(t)={\frac {{\vec {T}}(t)\,'}{|{\vec {T}}(t)\,'|}}}, {\displaystyle \kappa (t)={1 \over \rho }} e {\displaystyle \kappa (t)={\frac {\vec {T'(t)}}{|{\vec {r'(t)}}|}}}, podendo esta última ser escrita como {\displaystyle \kappa (t)={\frac {|{\vec {T'(t)|}}}{v}}}, reescrevemos o segundo termo {\displaystyle v{d{\vec {T}} \over dt}} como {\displaystyle v{\vec {T}}'(t)=v|{\vec {T}}|{\vec {N}}=\kappa v^{2}{\vec {N}}={v^{2} \over \rho }{\vec {N}}}. Assim, definimos a componente normal da aceleração como {\displaystyle a_{N}={\frac {v^{2}}{\rho }}}. Essa componente do vetor aceleração pode ser interpretada como a variação da direção da velocidade da partícula.
Dessa forma, foi demonstrado que {\displaystyle {\vec {a}}=a_{T}{\vec {T}}+a_{N}{\vec {N}}}. Conclui-se que, mesmo para curvas em três dimensões, o vetor aceleração sempre estará contido no plano formado por {\displaystyle {\vec {T}}} e {\displaystyle {\vec {N}}}.

## Torção

Nó toral com vetores tangente T (rosa), normal N (marrom) e binormal B (verde).

A torção {\displaystyle \tau } mede a capacidade de uma curva se torcer e é definida como:
{\displaystyle \tau (s)={\frac {|d{\vec {B}}|}{|ds|}}}
E assim como na curvatura, transformamos {\displaystyle \tau (s)} em {\displaystyle \tau (t)}, pois s não é um parâmetro muito prático.
Pela regra da cadeia:
{\displaystyle |\tau (t)|={\frac {\frac {|d{\vec {B}}|}{|dt|}}{\frac {|ds|}{|dt|}}}={\frac {|{\vec {B'(t)}}|}{|{\vec {r'(t)}}|}}}

## Raio de Torção
Pode-se atribuir ao conceito de torção {\displaystyle \tau }, a ideia de raio de torção, denotado por σ, definido da forma:
{\displaystyle \sigma (t)={\frac {1}{\tau (t)}}}

## Expansão de Taylor
Diferenciando repetidamente a curva e aplicando as fórmulas de Frenet-Serret resulta na seguinte aproximação de Taylor para a curva próximo de s=0.
{\displaystyle \mathbf {r} (s)=\mathbf {r} (0)+\left(s-{\frac {s^{3}\kappa ^{2}(0)}{6}}\right)\mathbf {T} (0)+\left({\frac {s^{2}\kappa (0)}{2}}+{\frac {s^{3}\kappa '(0)}{6}}\right)\mathbf {N} (0)+\left({\frac {s^{3}\kappa (0)\tau (0)}{6}}\right)\mathbf {B} (0)+o(s^{3}).}
Para uma curva genérica com torsão não nula, a projeção da curva em vários planos coordenados no sistema de coordenadas T, N, B em s=0 tem as seguintes interpretações:
- O plano osculante é plano contendo T e N. A projeção da curva neste plano tem a forma:

{\displaystyle \mathbf {r} (0)+s\mathbf {T} (0)+{\frac {s^{2}\kappa (0)}{2}}\mathbf {N} (0)+o(s^{2}).}
Isso é uma parábola a termos de (s2), cuja curvatura em 0 é igual a k(0).n
- O plano normal é o plano contendo B e N. A projeção da curva neste plano tem a forma:

{\displaystyle \mathbf {r} (0)+\left({\frac {s^{2}\kappa (0)}{2}}+{\frac {s^{3}\kappa '(0)}{6}}\right)\mathbf {N} (0)+\left({\frac {s^{3}\kappa (0)\tau (0)}{6}}\right)\mathbf {B} (0)+o(s^{3})}
que é uma parábola semicúbica de ordem o(s3).
- O plano retificador é o plano contendo T e B. A projeção da curva nesse plano tem a forma:

{\displaystyle \mathbf {r} (0)+\left(s-{\frac {s^{3}\kappa ^{2}(0)}{6}}\right)\mathbf {T} (0)+\left({\frac {s^{3}\kappa (0)\tau (0)}{6}}\right)\mathbf {B} (0)+o(s^{3})}

## Casos Especiais
Caso a curvatura (k(t)) for igual a zero, então a curva será uma linha reta, e os vetores N e B não estarão definidos.
Caso a torção (𝜏(t)) for igual a zero, então a curva estará em um plano.

Hélices possuem curva e torção constantes, entretanto uma curva pode ter torção nula e curvatura não nula: é o caso de círculos, parábolas, e diversas outras formas bidimensionais. O contrário não ocorre para curvas regulares. 